# Norma Bengell

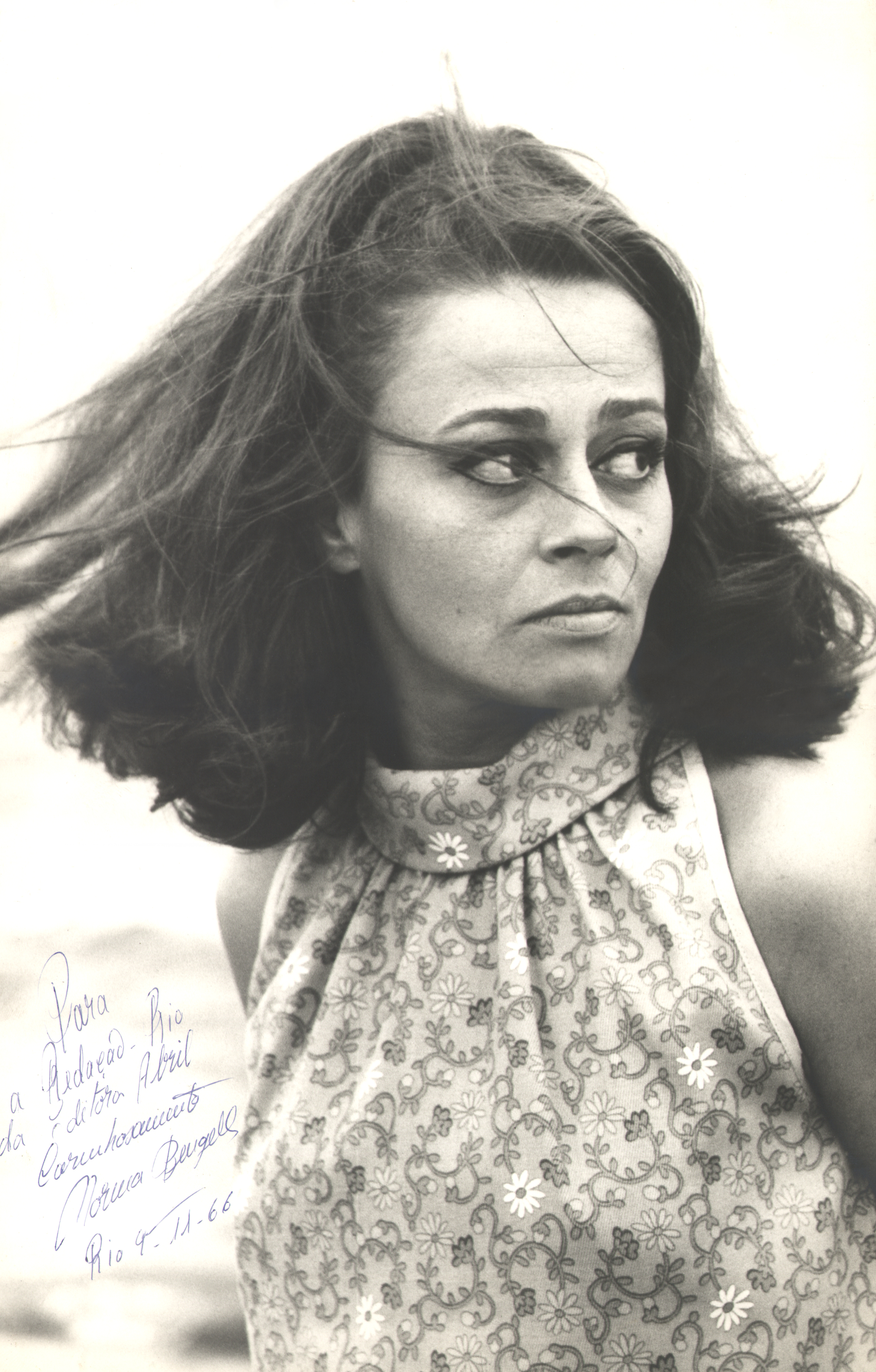
Norma Bengell (1966)

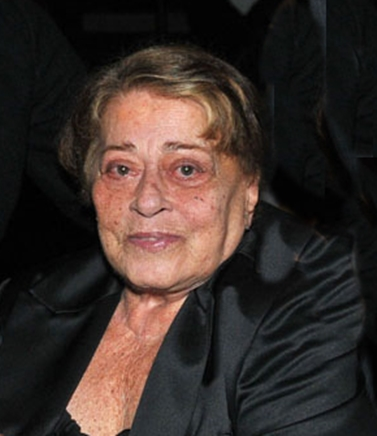
Norma Bengell (2011)

Norma Aparecida Almeida Pinto Guimarães D’Áurea Bengell (* 21. September 1935 in Rio de Janeiro; † 9. Oktober 2013 ebenda) war eine brasilianische Schauspielerin und Filmregisseurin.

## Leben
Bengell begann ihre Filmkarriere 1959 und trat, vor allem im folgenden Jahrzehnt, in zahlreichen Filmen internationaler Produktion auf, darunter etliche Male in Italien. Aber auch im brasilianischen Fünfzig Stufen zur Gerechtigkeit, der für den Oscar nominiert wurde, wirkte sie mit. Bereits im Jahr zuvor hatte sie durch eine Nacktszene in Os cafajestes für Kontroversen gesorgt. Ab 1970 war sie hauptsächlich wieder in der Heimat beschäftigt und engagierte sich auch für die Anliegen des Feminismus; seit 1996 auch wiederholt als Regisseurin. Ihr erster eigener Film war eine Adaption von José de Alencars Roman O Guarani.
Bengell war auch als Sängerin aktiv; 1959 veröffentlichte sie die LP Ooooooh! Norma. Von 1963 bis 1969 war sie mit dem italienischen Schauspieler Gabriele Tinti verheiratet.

## Filmografie (Auswahl)
- 1959: O homem do Sputnik
- 1962: Os cafajestes
- 1962: Fünfzig Stufen zur Gerechtigkeit (O pagador de promessas)
- 1965: Planet der Vampire (Terrore nello spazio)
- 1967: Fedra West
- 1967: Die Grausamen (I crudeli)
- 1970: OSS 117 prend des vacances
- 1978: Na boca do mundo
- 1987: Eternamente Pagu (& Regie)
- 1996: O guarani (Regie)
- 2003: Infinitivamente Guiomar Novaes (Regie)